# 中世日本紀
中世日本紀（ちゅうせいにほんぎ）は、日本中世において、『日本書紀』等に基づきながらも主に本地垂迹説などに則り多様に解釈・再編成された神話群の総称、あるいはそのような解釈・再編成の動きを指す学術用語である。前者については、中世神話とも呼ばれる。
中世日本紀では、記紀の神々が仏教の諸天諸仏と同一視されることが多く、神仏が同じ舞台で対等に渡り合ったりと中世における両部神道や山王神道などによる神仏習合思想を下敷きにした神話が語られている。また、そうでないものにあっても仏教の影響を受けた神話の解釈が見られる。主に歌学書、軍記物、寺社縁起などにおいて記述されているため、統一的・体系的な文献は存在せず、豊富なバリエーションが残されている。

## 背景
中世社会は社会の隅々まで仏教が浸透し、呪術的な信仰が残存する反面、合理的抽象的論理が求められていた。律令国家の時代には主に史官、大学の博士や宮中祭儀の担い手であった祭祀系氏族が担い手であった『日本書紀』解釈は、王朝国家体制のもと、次第に密教僧や歌学者、各神社の神人に移り、仏教思想を基盤とした神話の再解釈が行われ出した。
一例に『高野物語』など密教関連の書物では、天岩戸神話を、衆生本覚の悟りを煩悩の「長夜」が覆い隠していたところを、大日如来の光明により南天竺の鉄塔が開く（仏性を得る寓意）様を著したものと解釈する。更に『古今和歌集序聞書三流抄』に『竹取物語』を「日本紀にいふ」と記されるなど、原本にない説話を『日本書紀』にあるように記載する書物も現れた。

## 主な神話

### えびす信仰
『太平記』によるとヒルコは西宮大明神であるという。この説は代々『日本書紀』の解釈を家業とした卜部氏の卜部兼員が語ったものだとされている。また、『平家物語』、『源平盛衰記』、『古今和歌集序聞書三流抄』、『神道集』などでは、摂津国に流れ寄り「夷三郎殿」となった、天照大神により西宮を与えられたなど、ヒルコ＝えびす説が広がりを持って語られている。

### 天叢雲剣
新羅の僧道行が熱田神宮の神剣天叢雲剣を盗み新羅に持ち帰ろうとしたとの『日本書紀』の逸話（天智天皇紀、草薙剣盗難事件参照）も、大江匡房の『筥崎宮記』では、自ら道行から何度も逃げた天叢雲剣が逃げられなくなったとき、阿弥陀如来の垂迹である宇佐八幡が道行を蹴殺して草薙剣を奪い取ったことになっている。同様の話が『平家物語』にも見え、こちらでは熱田明神が住吉大明神を討っ手に道行を蹴殺したことになっている。
また、『平家物語』や『愚管抄』などでは、安徳天皇はヤマタノオロチの転生であって、オロチが奪われた自らの宝剣を奪い返して竜宮に持ち帰ったという。これを受けて『太平記』では、承久の乱以降に武家の権力が強く皇室の威光が衰えたのは宝剣が海底に沈んでいたからであるとし、天照大神が龍宮に神勅を下して、伊勢の浜に宝剣を打ち上げさせたとしている。

### 第六天魔王と天照大神
『沙石集』には、伊勢神宮の神職に聞いた話として、次のような記述がある。
天照大神が日本国土を創生した際、海中に大日如来の印文があるのを見て鉾で海底を探り、その鉾から滴が滴り落ちた。その様を見た第六天魔王は「この滴が国となって、仏法流布し、人倫生死を出づべき相がある」として、この国を滅ぼそうとした。天照大神は、これに対し「我は三宝の名を言わないし、自らにも近づけないから帰り給え」と言い追い返した。この約束を守るため、伊勢神宮では僧を近づけず、仏教用語は隠語にしているが、実は内心では深く三宝を守っている。
また、同種の神話は『平家物語』、『太平記』などにもあり、この約束の証拠に第六天魔王から貰ったのが神璽であるとする。（中世においては八尺瓊勾玉は印であるとされていた）なお、『通海参詣記』では約束をしたのは諾冉二尊という。
このため一時期の関東では、天照大神は『虚言ヲ仰ラルゝ神』であるとして、起請文などの誓いの対象から外されるといった現象が起こったという指摘がある。

### 豊受大神
伊勢神道においては、伊勢神宮外宮の神職であった度会氏が、外宮の祭神である豊受大神を内宮（祭神・天照大神）と同等以上の存在として格上げするため、天地開闢に先立って出現した天之御中主神・国之常立神と同一神とし、天照大神をしのぐ普遍的神格とするため、様々な伝承が作成された。伊勢神道自体は本地垂迹説に対する批判としての神本仏迹説に基づいていたが、その根本経典である『神道五部書』の論理には仏教特に修験道の立場からなされた神道説の書『大和葛城宝山記』などの影響が指摘されている。
また、食事の神を遇するのに外宮という大々的な神殿を建造した当初の意図から、文字通り、豊受大神の復権運動として捉える考え方もある。皇室にとって大事な神であったが、例えば、奉祀する有力氏族の存在など、皇室の単独神聖性について、危険な神であった可能性もある。

## 学術研究
本居宣長の『古事記伝』以降、神話解釈は儒教的・仏教的な「からごころ」を退けるという方向性を歩み、近代の国家神道へと繋がっていく。特に明治維新の際に打ち出された神仏分離によって神仏習合思想は壊滅的な打撃を受け、神社非宗教論のもと宗教色を切り捨てて国民の慣習・儀式・精神的支柱を目指した神道教義の中心から外れた。また中世神話は、荒唐無稽な俗説として近代を通じて顧みられることが少なかった。
1960年代、桜井好朗が「中世神話」研究の先陣を切り、これまでの日本文学の立場からの研究に加えて、神話学、歴史学などの分野での研究が進んできた。文学の分野では、従来の神話体系を利用して仏教と同程度の高次形而上的な思考を目指した思想実験として捉え直されており、歴史学の分野からは、仏教的合理性を身につけた武士等の精神世界を王朝国家が再編成する手法として再評価されている。また、上島享は中世日本紀の発生の一因として平将門の乱によって認識された「王朝交替」の危機に対して、天皇支配の正統性を維持・強化するために天皇の歴史の長さと一系を強調する必要性が生じたことを指摘し、中世日本紀によって強調された天皇とアマテラスが日本とその人民を統治するという「神国観」と本朝（日本）と震旦（中国）・天竺（インド）が併存しており本来粟散辺土であった日本で仏教が興隆したという「三国観」が知識人のみならず民衆にまで広がり、中世王権を支える理論的な支柱となるとともに強固な民衆的な基盤を王権に与え、近世から現代に続く天皇観や国民性の基層になったと指摘している。